# Parcé-sur-Sarthe
Parcé-sur-Sarthe – miejscowość i gmina we Francji, w regionie Kraj Loary, w departamencie Sarthe.
Według danych na rok 1990 gminę zamieszkiwało 1 640 osób, a gęstość zaludnienia wynosiła 40 osób/km² (wśród 1504 gmin Kraju Loary, Parcé-sur-Sarthe plasuje się na 375. miejscu pod względem liczby ludności, natomiast pod względem powierzchni na miejscu 129.).